# Telukan
Telukan is een bestuurslaag in het regentschap Sukoharjo van de provincie Midden-Java, Indonesië. Telukan telt 12.005 inwoners (volkstelling 2010).